# Sporvogne i Potsdam
Sporvognene i Potsdam er den vigtigste del af den offentlige trafik i byen. De startede 12. maj 1880 som hestesporvogne, der blev afløst af elektriske sporvogne 2. september 1907. I 2008 var det normalsporede sporvejsnet på 28,9 km. Driften varetages af fem hoved- og to myldretidslinier.
Sporvognene drives af ViP Verkehrsbetrieb Potsdam GmbH, et datterselskab af Stadtwerke Potsdam GmbH.